# Richard Strauss
Richard Georg Strauss (Munique, 11 de junho de 1864 — Garmisch-Partenkirchen, 8 de setembro de 1949) foi um compositor e maestro alemão. É considerado como um dos mais destacados representantes da música entre o final da Era Romântica e a primeira metade do século XX.
É conhecido por suas óperas, sobretudo Der Rosenkavalier e Salomé; por suas lieder, especialmente Quatro Últimas Canções (Vier letzte Lieder); por seus poemas sinfônicos, como Till Eulenspiegels lustige Streiche, Also sprach Zarathustra, Morte e Transfiguração (Tod und Verklärung), Uma Sinfonia Alpina (Eine Alpensinfonie) e grandes obras orquestrais, como Metamorphosen, geralmente interpretada como uma meditação sobre a bestialidade da guerra - diante da Alemanha devastada pela guerra, da destruição de Munique e de lugares muito caros ao compositor, como a Ópera da sua cidade, onde ele atuara como principal maestro, entre 1894 e 1896.
Strauss se notabilizou como maestro na Alemanha e na Áustria. Com Gustav Mahler, é um dos principais representantes do Romantismo alemão tardio, depois de Richard Wagner.

## Biografia
Seu pai, Franz Strauss, era primeiro trompista da orquestra da Ópera de Munique, tendo participado da estreia de Tristão e Isolda e Die Meistersinger, sendo muito elogiado pelo próprio Wagner, que gostava de ouvi-lo tocar solos das partes de trompa de suas óperas e pediu-lhe que revisasse as partes desse instrumento na partitura de Siegfried. Ainda criança, Strauss estudou violino e harpa com membros dessa mesma orquestra, e antes de completar dez anos, já havia escrito uma serenata para instrumentos de sopro.
Em 1885 Richard Strauss tornou-se assistente do célebre regente Hans von Bülow em Meiningen e, um mês mais tarde, tornou-se regente titular daquela orquestra. Foi também diretor das casas de ópera de Weimar (1889-1894), de Berlim (1898-1919) e de Viena (1919-1924).
Em 1894 ele foi convidado por Cosima Wagner a reger Tannhäuser em Bayreuth, tornando-se "amigo" da viúva de Wagner.
Entre 1886 e 1898 Richard Strauss assombrou o mundo com uma série de poemas sinfônicos e sinfonias. Em 1893, ele se casou com a soprano Pauline de Ahna, a primeira a cantar o papel de Freihild em sua primeira ópera, Guntram. Mas quando ele conheceu o poeta Hugo von Hofmannsthal, por volta de 1909, uma nova fase se abriu na sua produção musical, dedicada principalmente à ópera.
Durante a Primeira Guerra Mundial, Strauss foi ardente partidário da dinastia dos Hohenzollern. Apesar disso, durante a década que se seguiu à derrota da Alemanha o músico foi acolhido internacionalmente com calor e respeito.
Em 1923, Strauss esteve no Brasil, onde deu memoráveis concertos no Rio de Janeiro e em São Paulo.
Após a subida ao poder de Hitler (1933), Richard Strauss foi nomeado diretor do Reichsmusikkammer (1934). Isso levou a suspeitas de simpatia com o nazismo, o que fez com que o compositor sofresse o desdém de outros músicos, que protestaram veementemente contra o regime nazista, entre os quais Toscanini, Arthur Rubinstein e Otto Klemperer. É sabido que Strauss dedicou uma canção a Joseph Goebbels, ministro da propaganda da Alemanha Nazista. Por outro lado, sabe-se também que ele colaborou com o escritor judeu Stefan Zweig, autor do libreto de uma de suas óperas, Die Schweigsame Frau, e fez tudo para proteger sua nora, Alice von Grab, que era judia.

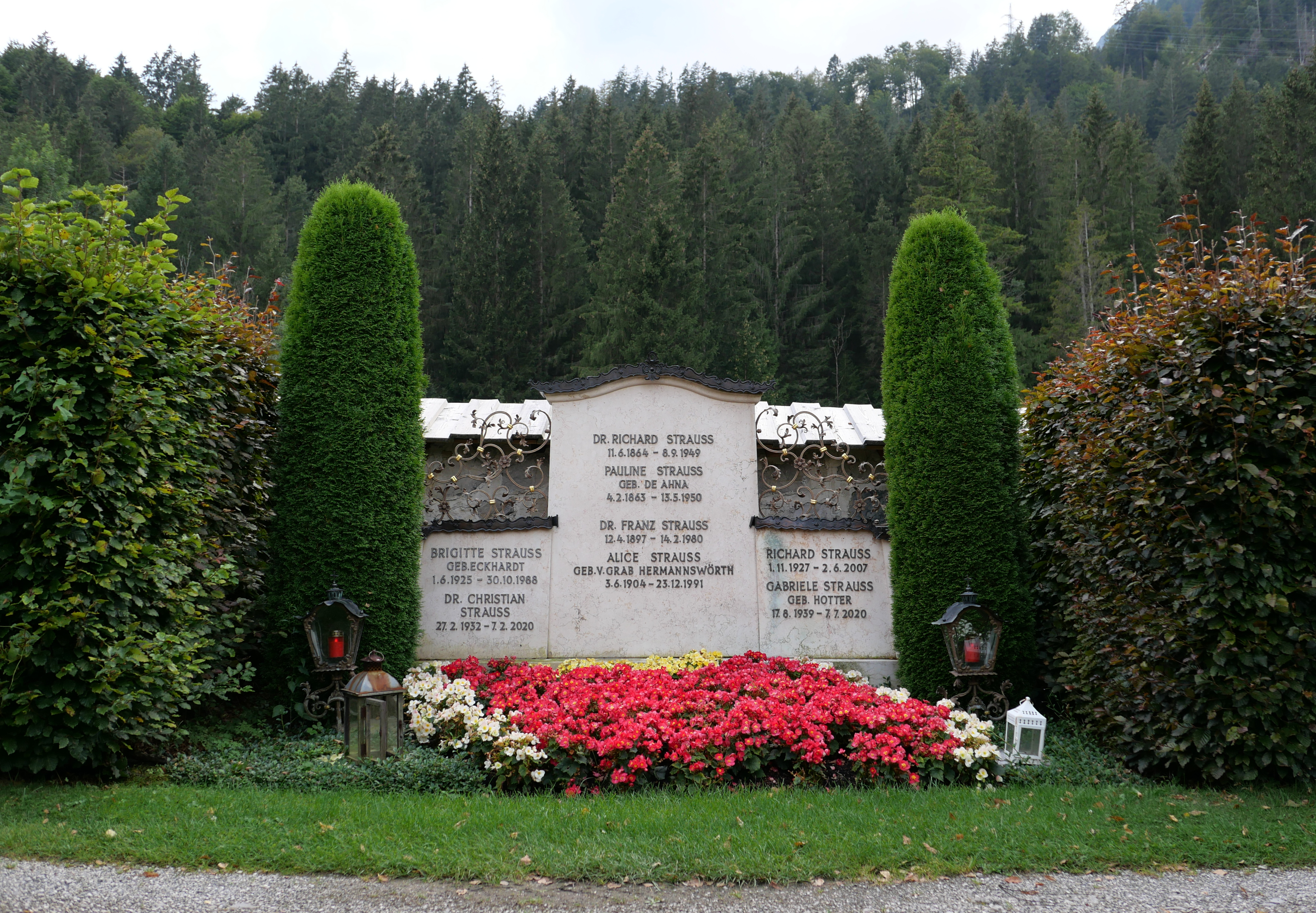
A sepultura em 2024.

Após a derrota de Hitler, em 1945, os Aliados instalaram na Alemanha um comitê de "desnazificação", e Strauss foi chamado a depor, mas o tribunal o inocentou de qualquer filiação ao Partido Nazista. Convidado a reger seus concertos em Londres em 1947, foi recebido entusiasticamente.
Pouco depois, compôs sua última obra, Vier Letzte Lieder (Quatro Últimas Canções). Morreu em sua casa em Garmish-Partenkirchen, a 8 de setembro de 1949. Os restos mortais de Strauss foram cremados. A urna está enterrada no cemitério de Garmisch em Garmisch-Partenkirchen num túmulo onde se encontravam a sua esposa Pauline (1863–1950), o seu filho Franz (1898–1980) e a sua esposa Alice (1904–1991), o seu neto Richard (1927–2007) e cuja esposa Gabrielle , nascida Hotter (1939-2020), bem como o neto Christian (1932-2020) e a sua esposa Brigitte, nascida Eckhardt (1925-1988), foram sepultados.
Strauss era ateu, duvidava de todas as religiões. "Eu nunca me converterei, e eu permanecerei fiel a minha velha religião clássica até o fim de minha vida", declarou pouco tempo antes de sua morte.
Sua obra mais popular é o poema sinfônico Also sprach Zarathustra (Assim falou Zaratustra, Opus 30, de 1891), inspirado no livro de mesmo nome, do filósofo Friedrich Nietzsche, e cuja introdução foi utilizada pelo cineasta e diretor Stanley Kubrick como tema central do filme 2001: Odisseia no Espaço (1968).

## Produção operística
Como compositor de óperas, pode-se dizer que a maioria das óperas de Richard Strauss tem por título um nome de mulher e está centrada num personagem feminino. O mesmo acontece com Puccini, mas há uma diferença. As heroínas de Puccini são criaturas dóceis e submissas, inteiramente dedicadas aos seus amantes, a quem são fiéis até à morte, com excepção de Turandot. Já nas óperas de Richard Strauss há todo tipo de mulher: a revoltada como Elektra; a megera, protótipo da femme fatale (Salomè); a doçura, a sabedoria e a delicadeza da Marechala de Der Rosenkavalier; a mulher doente de amor (Ariadne auf Naxos); o bom gosto e o refinamento da Condessa Madeleine em Capriccio, incapaz de escolher entre um poeta e um músico - e Strauss aproveita para fazer a apologia da poesia e da música, as duas artes irmãs nesta ópera. Um subtítulo geral para as óperas de Richard Strauss poderia ser "a mulher no divã" ou psicanálise feminina. O poeta Hugo von Hofmannsthal, amigo do compositor, compartilhava dos mesmos gostos e das mesmas tendências, razão por que a colaboração entre os dois foi tão frutífera.
Musicalmente, Richard Strauss levou a atonalidade a paroxismos de histeria em Salomè e, principalmente, em Elektra, a mais atonal das partituras do compositor. No entanto, em Der Rosenkavalier, ele resolveu voltar atrás, misturando valsas e suaves melodias tonais com todo o arrojo das tendências musicais contemporâneas, e este foi mais ou menos o caminho que trilhou até o fim de sua vida. Strauss nunca escondeu que seus compositores favoritos eram Wagner e Mozart, e de fato encontra-se uma forte influência de ambos em sua obra, o que não impede que ele seja uma personalidade musical única.
Strauss deixou estas reflexões, que expressam as ideias que o norteavam, especialmente no que se refere à composição operística:
Quando somos jovens, imagina-se que um libreto só é interessante se contém cenas violentas e assassinatos terríveis. Depois começa-se a compreender que também nos pequenos acontecimentos da vida quotidiana há coisas que merecem ser notadas e exaltadas com intenso lirismo. É preciso aprender a descobrir quanto existe de profundo nos fatos e nas coisas que parecem humildes. Debaixo de um manto de púrpura muitas vezes vive uma mesquinha criatura; sob a roupa desalinhada de um pequeno-burguês dos nossos dias palpita às vezes um coração de herói. Temos que nos curar da mania do heroísmo cenográfico, e especialmente renunciar aos venenos, aos punhais e aos incestos.

## Lista das obras

### Poemas sinfônicos
- Aus Italien, Op. 16 (1886)
- Don Juan, Op. 20 (1888)
- Macbeth, Op. 23 (1886-88)
- Morte e Transfiguração, Op. 24 (1889)
- Till Eulenspiegels lustige Streiche [As alegres travessuras de Till Eulesnpeigel], Op. 28 (1895)
- Also sprach Zarathustra [Assim falou Zaratustra], Op. 30 (1896)
- Don Quixote, Op. 35 (1897)
- Ein Heldenleben [Uma vida de herói], Op. 40 (1898)
- Sinfonia Doméstica, Op. 53 (1903)
- Uma Sinfonia Alpina, Op. 64 (1915)

### Óperas
- Guntram (1894)
- Feuersnot [O Juízo de Fogo] (1901)
- Salomé (1905)
- Elektra (1909)
- Der Rosenkavalier [O Cavaleiro da Rosa] (1911)
- Ariadne auf Naxos [Ariadne na Ilha de Naxos] (1912/16)
- Die Frau ohne Schatten [A Mulher sem Sombra] (1919)
- Intermezzo (1924)
- Die Ägyptische Helena [A Helena Egípcia] (1928)
- Arabella (1933)
- Die schweigsame Frau [A Mulher Silenciosa] (1935)
- Friedenstag [O Dia da Paz] (1938)
- Daphne (1938)
- Die Liebe der Danae [Os Amores de Danae] (1940, estreia póstuma em 1952)
- Capriccio (1942)
- Des Esels Schatten [A sombra do burro] (1949, inacabada)

### Peças solísticas
- Concerto para violino (1880-82)
- Concerto para trompa no.1 (1882-83)
- Burleske para piano (1885-86)
- Concerto para trompa no.2 (1942)
- Concerto para oboé (1945)
- Duo concertino para clarinete e fagote (1947)